# محمد هاشمیان
محمد هاشمیان (۱۳۰۷–۱۹ مهر ۱۳۹۰)، از مبارزان قبل از انقلاب اسلامی ایران و پس از انقلاب حاکم شرع، امام جمعه رفسنجان و نماینده استان کرمان در مجلس خبرگان رهبری بود. استادان مشهور وی سید روح‌الله خمینی، سید حسین بروجردی و محقق داماد بودند. پدرش از علمای رفسنجان و از شاگردان جهانگیرخان قشقایی بوده است.

## زندگی‌نامه
محمد هاشمیان در سال ۱۳۰۷ش در شهرستان رفسنجان متولد شد. پدرش میرزا عباس از علمای قریب الاجتهاد منطقه و از شاگردان حسین کمال‌آبادی و جهانگیرخان قشقایی بوده‌است. محمد تا سن هفت سالگی در رفسنجان اقامت داشت و در اثر درگیری پدرش با حکومت به روستاهای اطراف کوچ می‌کنند.
محمد در منطقه‌ای معروف به نوق در مکتب خانه سید حبیب حسینی و سیده صغری طباطبایی تحصیل کرد. او در سال ۱۳۲۰ش لباس روحانیت پوشید.

## دوران تحصیل در رفسنجان
وی پس از آموختن مقدمات در نزد پدر برای تحصیل سطوح عالی حوزه به قم مهاجرت می‌کند؛ بعدها هاشمیان با راضی کردن عمویش، پسرش اکبر هاشمی رفسنجانی را برای رفتن به قم با خود همراه و در سال ۱۳۲۷ش با او به قم سفر می‌کند و در آنجا در منزل اخوان مرعشی ساکن می‌شوند.

## دوران تحصیل قم
استادان او در دروس سطح عالی محمدرضا کمالوند، مصطفی اعتمادی، سید عبدالعلی شیرازی، میرزا علی مشکینی، سلطانی طباطبایی و میرزا عبدالجواد اصفهانی بودند.
استادان او در دروس خارج فقه و اصول عباسعلی شاهرودی، سید حسین طباطبایی بروجردی، سیدمحمدمحقق داماد، میرزا ابوالفضل زاهدی و روح‌الله خمینی بوده‌اند. وی چندی هم نزد سیدمحمدحسین طباطبایی به یادگیری فلسفه پرداخت. پس از دوازده سال اقامت در قم او در سال ۱۳۳۹ش به شهرش رفسنجان بازگشت.

## فعالیت‌های قبل از انقلاب
- اعتراض به جلسه استقبال از سید علی اکبر برقعی و توهین به سید حسین بروجردی.[۱]
- سخنرانی‌های اعتراضی علیه لایحهٔ انجمن‌های ایالتی و ولایتی.[۱]
- پس از فوت بروجردی، در ترویج مرجعیت خمینی تلاش کرد.[۱]
- او در اعتراض به واقعه دوم فروردین فیضیه در رأس هیئت عزاداری رفسنجانی‌ها به مشهد سفر کرد.[۱]
- سفر هاشمیان همراه علی اصغر کرمانی از کرمان و محمد صدوقی از یزد به تهران در اعتراض به دستگیری خمینی و قیام ۱۵ خرداد ۱۳۴۲ش.[۱]

## دستگیری خمینی
تأثیر گذاری او در تجمع علما در اعتراض به دستگیری خمینی و پیشنهاد به عدم ملاقات با محمدرضا شاه. او سخنانی نیز دربارهٔ مظفر بقایی و فعالیت‌های او می‌گوید.
همچنین بر اثر تلاش او بود که شریعتمداری اعلامیهٔ دفاع از مرجعیت خمینی را امضا کرد. هنگامی که خمینی به منزلی در قیطریه منتقل شد، هاشمیان به ملاقاتش رفت و در آنجا اجازهٔ حسبیه و جواز شرعی در امور را از وی دریافت کرد و بعدها خمینی در نجف اجازهٔ وکیل در توکیل سراسر ایران را به نام او صادر کرد.

## فعالیت‌های دوران قبل از انقلاب
- با تبعید خمینی در ۱۳ آبان ۱۳۴۳ش، هاشمیان در اعتراض به این اقدام ۱۳ طومار خونی را به امضای مردم نوق رساند و به ۱۳ کشور جهان فرستاد که متن این طومارها از رادیوهای عراق و مصر قرائت شد.[۳]
- ارسال وجوهات برای رهبری نهضت.[۳]
- با خبر بسته شدن فرودگاه‌ها برای ممانعت از ورود خمینی به ایران، هاشمیان به همراه مردم رفسنجان در مسجد جامع این شهر متحصن شدند و در روز ۱۰ بهمن ۱۳۵۷ مجسمهٔ شاه را تخریب کردند.[۲]

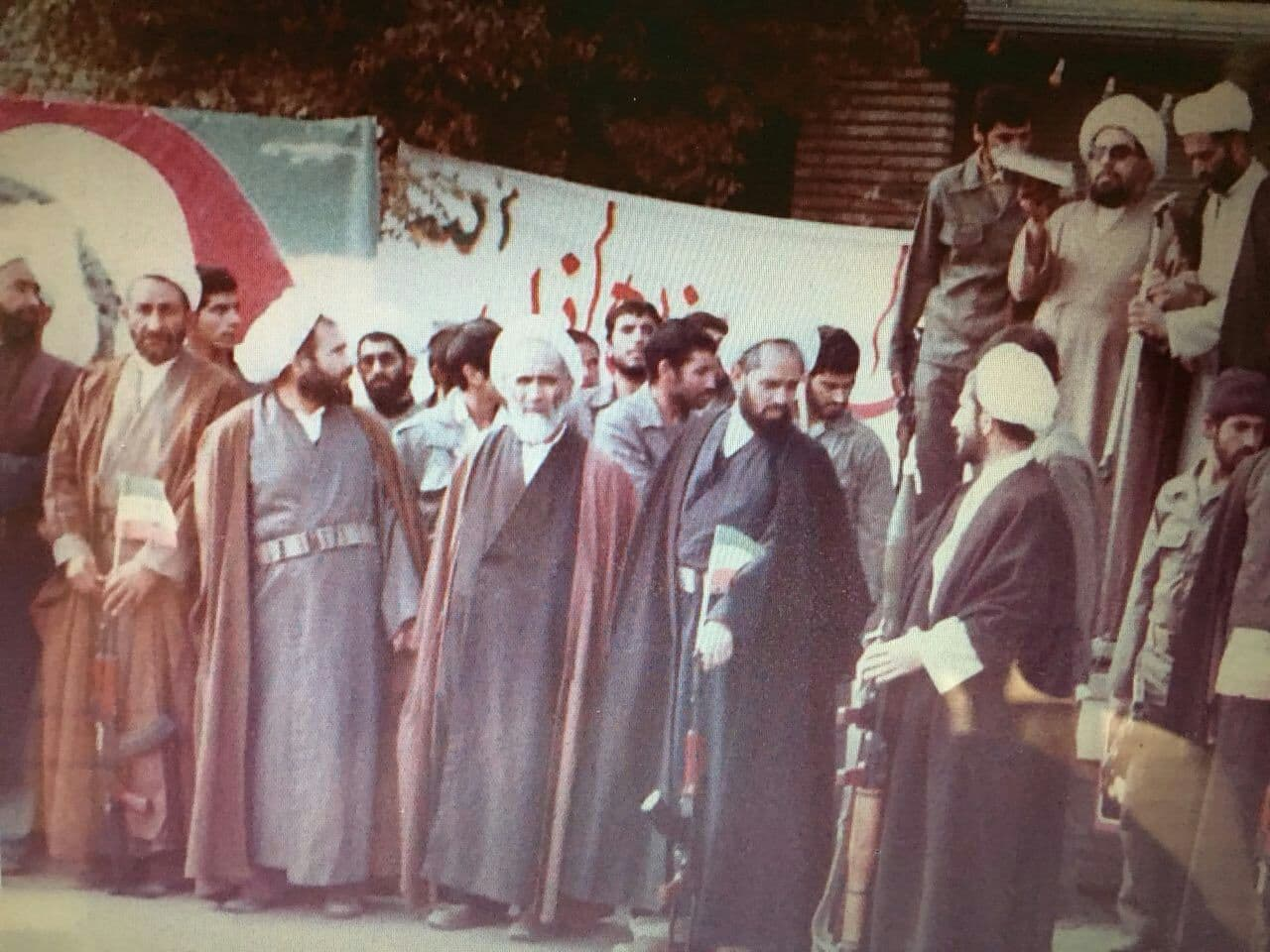
سخنرانی محمد هاشمیان پیش از اعزام رزمندگان به جبهه ایران و عراق

## فعالیت‌های پس از انقلاب
- نمایندگی ولی فقیه و امامت جمعهٔ شهر رفسنجان پس از انقلاب تا سال ۱۳۹۰ش.[۳]
- حاکم شرع منطقه تا سال ۱۳۶۵ش.[۲]
- ارسال کمک‌های نقدی و غیرنقدی به جبهه ایران و عراق
- ریاست کل دادگستری رفسنجان از سال ۱۳۶۵ تا ۱۳۶۸ش.[۲]
- ریاست دانشگاه آزاد رفسنجان.[۲]
- مدیر حوزه علمیه امام خمینی رفسنجان.[۲]

## درگذشت
محمد هاشمیان، پس از سال‌ها فعالیت در ۱۹ آذر ۱۳۹۰ش در بیمارستان علی‌ابن‌ابیطالب شهر رفسنجان درسن ۸۳ سالگی درگذشت. پس از درگذشت او شخصیت‌های دینی و سیاسی ایران از جمله رهبر جمهوری اسلامی، اکبر هاشمی رفسنجانی و رئیس مجلس شورای اسلامی تسلیت گفتند.
در مراسم ختم او در رفسنجان سید محمد موسوی بجنوردی و سید حسن خمینی شرکت کردند. به گفته برخی منابع، اکبر هاشمی رفسنجانی به دلایل امنیتی نتوانست در این مراسم شرکت کند.